# Расулзаде, Мамед Эмин
Мамед Эмин Ахунд Гаджи Молла Алекбер оглы Расулзаде́ (азерб. Məmməd Əmin Axund Hacı Molla Ələkbər oğlu Rəsulzadə; 19 (31) января 1884, село Новханы, Бакинская губерния, Российская империя — 6 марта 1955, Анкара, Турция) — азербайджанский государственный, политический и общественный деятель, идеолог азербайджанского национального движения, журналист и драматург, председатель Национального совета Азербайджана в 1918 году, активный деятель азербайджанской эмиграции.
Расулзаде был членом социал-демократической организации «Гуммет» и лидером партии «Мусават». Его высказывание «Bir kərə yüksələn bayraq bir daha enməz!» («Единожды вознесенному знамени вовек не пасть!») стало лозунгом национального движения в Азербайджане в XX веке. Автор более 1000 прижизненных публикаций в различных газетах и журналах.

## Биография

### Юность
Мамед Эмин Расулзаде родился 31 января 1884 года в посёлке Новханы близ Баку в семье муллы. Начальное образование получил у отца, являвшегося ахундом села. Несмотря на свою религиозность, отец Мамед Эмина отдал его в светскую «русско-мусульманскую» школу, директором которой был Султан Меджид Ганизаде. Окончив школу, Мамед Эмин продолжил учёбу в Бакинском техническом училище. В 1902 году Мамед Эмин создал среди учащихся мусульманскую молодёжную организацию «Мусават» («Равенство»). В 1903 году вышла его первая статья о чистоте родного языка в газете «Шарги-Рус» («Русский Восток») — второй в Российской империи газете после крымскотатарского «Терджимана», издававшейся на тюркском языке. В 1903 году создает «Кружок молодых азербайджанцев-революционеров». Мамед Эмин так описывал цели своей организации: 
«Способствовать зарождению национального самосознания у молодежи, развивать тюркский язык в русскоязычных школах, читать произведения местных писателей, заучивать стихи, направленные против царизма, время от времени распространять заявления, отпечатанные типографским методом, быть в среде рабочих и системно внушать им мысли о свободе и революции». 

### Политическая жизнь
В 1904 году он вместе с Миргасаном Мовсумовым и Мамед Гасаном Гаджинским основал мусульманскую социал-демократическую организацию «Гуммет», ставшую автономной частью РСДРП. Был главным редактором партийных газет «Гуммет», «Текямул», «Йолдаш». Также писал статьи для непартийных газет «Иршад» и «Терегги», редактором которых являлся Ахмед-бек Агаев. Во время революции 1905 года Расулзаде активно сотрудничал с кавказскими большевиками — Сталиным, Наримановым, Азизбековым. Находился под наблюдением полиции в связи со своей революционной деятельностью.
В 1904 году он встретился со Сталиным. Первым, кто познакомил их, был его двоюродный брат Мамед-Али Расулзаде. Встреча, состоявшаяся в одной из комнат, принадлежавшей сотрудникам фабрики в бакинском поселке Балаханы, стала началом их крепкой дружбы. 5 января 1906 года Расулзаде начинает сотрудничать с газетой «Иршад» («Путеводитель»), публикует статью «Беда в деревне». В этой статье он рассказывает об армяно-азербайджанской резне, о том, как люди убивают друг друга, грабят имущество и завершает её словами: «Граждане! Хватит трагедий! Достаточно невежества!».
8 марта 1906 года Мамед Эмин организовал в Баку культурно-просветительское общество «Ниджат». Расулзаде становится одним из основных его членов. Членами общества являлись также Узеир Гаджибеков, Гусейнкули Сарабский, Султан Меджид Ганизаде, Мехти-бек Гаджинский, Сидги Рухулла и другие известные личности. Главной задачей общества было просвещение азербайджанцев, помощь детям из бедных семей, привлечение их к учёбе, оказание материальной помощи нуждающимся. Общество открыло в Баку и некоторых прилегающих селах библиотеки и читальни. А в школе, которая открылась в поселке Балаханы, преподавал известный поэт Мирза Алекпер Сабир. В 1908 году при активной поддержке общества «Ниджат» в Баку была показана опера «Лейли и Меджнун». Общество в неделю один раз выпускало газету «Ниджат». Она издавалась при спонсорстве и редакторстве Иса-бека Ашурбекова. Общество периодически организовывало бенефисы, иногда гулянья в городском саду, а собранные средства использовало на благотворительные цели. На средства в размере 200 рублей, вырученные от одного из этих мероприятий под руководством Мамед Эмина Расулзаде, удалось устроить побег Иосифа Сталина из тюрьмы.
Расулзаде, помимо политических работ, писал стихи и пьесы. В 1908 году была поставлена его пьеса «Гаранлыгда ишыглар» («Огни во тьме»), а годом ранее — завершена работа над другой пьесой — «Неожиданная беда».
В 1909 году выехал в Иран, где участвовал в революционных событиях, был одним из создателей Демократической партии. Был редактором партийной газеты «Ирани-Ноу» (Новый Иран). 28 мая 1909 года Мамед Эмин в Тебризе встретился с Саттар-ханом, вёл с ним беседы. По результатам этой встречи он опубликовал в газете «Терегги» статью. В 1911 году после подавления иранской революции был вынужден уехать в Османскую империю. Сотрудничал с журналом «Türk yurdu». Руководствуясь письмами в которых были изложены идеи Мамед Эмина Расулзаде, в Баку Мамед-Али Расулзаде, Аббасгулу Кязимзаде, Тагы Нагыоглы создают национальную партию «Мусават».
В 1913 году после объявления амнистии по случаю 300-летия династии Романовых, вернулся в Баку. Оставил партию «Гуммет» и стал главой партии «Мусават» («Равенство»).
С 1915 года являлся главным редактором газет «Açıq söz» («Открытое слово»), фактического печатного органа партии «Мусават», и «Yeni iqbal» («Новая судьба»). В них выступал за расширение прав и свобод мусульман Закавказья. В мае 1915 года за нарушение правил цензуры был арестован и провёл 1 месяц в тюрьме.

### В Азербайджанской Демократической Республике
После Февральской революции 1917 года участвовал в работе Кавказского мусульманского съезда, проходившего в апреле в Баку, и первого Всероссийского мусульманского съезда, прошедшего в мае 1917 в Москве. По предложению Расулзаде было принято постановление о необходимости федеративного устройства России.
После объединения партии «Мусават» с Тюркской партией федералистов в июне 1917 на 1-м съезде Тюркской демократической федеративной партии «Мусават» (26 — 31 октября, Баку) избран председателем её ЦК. В принятой съездом программе говорилось, что формой государственного устройства России должна быть федеративная демократическая республика, основанная на принципах национально-территориальной автономии. 28 июня Расулзаде выступает на заседании «Комитета Общественных мусульманских организаций Баку», проходящего под председательством Алимардан-бек Топчибашева.
Был избран во Всероссийское учредительное собрание в Закавказском избирательном округе по списку № 10 (Мусульманский национальный комитет и Мусават), после прекращения его работы большевиками 6 января 1918 года переехал в Тифлис и стал членом Закавказского Сейма, провозгласившего независимость Закавказья. 2 февраля «Идея Азербайджана», которая звучала в выступлениях Мамед Эмина Расулзаде, вызвало недовольство в Иране. Тегеранские паниранисты выражали протест. Но Расулзаде ответил им на страницах своей газеты «Ачыг Сёз».
Председатель Бакинского Совета Народных Комиссаров Степан Шаумян 14 мая 1918 года сообщал Совету Народных Комиссаров РСФСР о личности Расулзаде следующее: «Сидящий в штабе Расул-заде известный товарищу Сталину. Это бывший большевик (1905—1906 гг.). В последние годы он вождь мусаватистов, член Сейма, главный их литератор». На то, что Расулзаде в прошлом являлся большевиком, также говорит письмо Сталина руководителям Заккрайкома и партийной организации Азербайджана от 16 сентября 1923 года. В нём Сталин требовал подготовить ответ на одну из вышедших работ Расулзаде и обвинить последнего «В ренегатстве. Он был большевиком, но изменил нам». Нарком финансов ЗСФСР М. Д. Гусейнов в своей книге о «Мусавате», изданной в 1927 году, писал, что Расулзаде вместе Г. Шарифзаде и А. Кязимзаде «ещё в 1905 году были членами Бакинской организации Российской социал-демократической рабочей партии большевиков и только после разгрома первой революции отошли от рабочих, а потом совсем изменили делу революции и создали свою партию» (то есть Мусават).

27 мая 1918 года Мамед Эмин возглавил Национальный совет Азербайджана. 28 мая Национальный совет объявил о независимости и принял Декларацию независимости Азербайджана из шести пунктов. В тот же день создается первый кабинет правительства Азербайджанской Демократической Республики. 4 июня вместе с Мамед-Гасаном Гаджинским подписывает договор с Османской империей о дружбе. 26 июня Мамед Эмин вместе с Аслан-беком Сафикюрдским и Халил-беком Хасмамедовым и другими едет в Стамбул для участия в конференции, проводимой в рамках сотрудничества государств Центральной Европы с вновь образованными государствами Кавказа. 15 сентября, после освобождения Баку военный министр Турции Энвер Паша сообщает Расулзаде о взятии города. Сам Мамед Эмин так описывает это событие: 
«Тогдашний министр обороны и главнокомандующий Турции Энвер паша позвонил мне и сказал: Эмин-бек, Баку взят! Это короткое сообщение вызвало массу чувств, которые не передать словом. Этого я не могу забыть по сей день».
16 ноября 1918 года проводится первое заседание Национального совета Азербайджана и принимается обращение к азербайджанскому народу под руководством Мамед Эмина Расулзаде. 19 ноября под его руководством принимается решение о создании парламента Азербайджана. 7 декабря Мамед Эмин Расулзаде выступает на открытии парламента и впервые произносит свою знаменитую фразу: «Bir kərə yüksələn bayraq bir daha enməz!» («Однажды поднятое знамя никогда не падёт!»), которое стало лозунгом национального движения в Азербайджане в XX веке. В 1919 году он работает в газете «Азербайджан» совместно с Узеиром Гаджибековым. Расулзаде является основателем Бакинского государственного университета (БГУ) в 1919 году. В декабре Мамед Эмин избирается председателем партии Мусават. За всё время существования Азербайджанской Демократической Республики он ведёт активную деятельность в государстве и выступает в парламенте. После вторичного захвата власти в Азербайджане Советами при помощи РККА 27 апреля 1920 года, отвергает пораженческий ультиматум большевиков. В ту же ночь по его совету создается Мусаватское подполье.
В мае 1920 года Мамед Эмин Расулзаде вместе с Аббасгулу Кязымзаде скрывается от большевиков в Лагиче. Там же он пишет своё знаменитое произведение «Сиявуш нашего века». В Лагиче они меняют несколько домов и в итоге остаются в доме Алиаббаса Сафарбекова. Однако, из-за предательства хозяина дома, Расулзаде и его товарищи были схвачены чекистами у села Ашигбайрамлы в Исмаиллы. За эту услугу большевики подарили Сафарбееву ружьё, а в 1927 году его кидают в темницу, где он умирает. Как и других мусаватистов, Расулзаде также сажают в тюрьму. В это время его друг Хейдар Эмиоглы заявляет всем управляющим Советского Азербайджана: «С головы Мамед Эмина не должно пропасть ни одного волоска!». В один ноябрьский вечер Расулзаде уводят от своих товарищей. Все думали, что его будут казнить. Но оказывается, Мамед Эмина освобождает Сталин и заявляет, что он не достоин такой участи. Сталин также предлагает ему уехать с ним в Москву, так как местные коммунисты не оставят Расулзаде в покое. Мамед Эмин соглашается с этим предложением и через несколько дней едет на поезде со Сталиным в Москву. Вместе с ними также поехал двоюродный брат Мамед Эмина — Мамед-Али Расулзаде. Мамед Эмин вспоминает это событие:
«Когда мы сидели за столом в салоне вагона и кушали, наш поезд остановился на многолюдной станции, мы должны были немного подождать здесь. Сталин сказал Мамед-Али: „Опусти штору“.
— Товарищ Сталин, зачем это? — спросил Мамед-Али.
— Те, кто на улице, не должны видеть наш стол, — ответил Сталин.
— Да пусть видят, что случится то?
— Послушайте, что значит, что случится, народ, который живёт в бедности и мучениях, если увидит, что мы в достатке, то будет бунт, ты не знал?».
В Москве Мамед Эмину Расулзаде предлагают должность руководителя «Общества изучения народов Востока», но он отказывается. Он также отказывается от должности профессора в университете коммунизма. В это время Расулзаде преподаёт русский и персидские языки в Институте восточных стран. Он также печатается в журнале «Жизнь национальностей». Так Мамед Эмин продолжает до осени 1922 года. Позже он едет под видом научной командировки в Петроград. Оттуда он при поддержке своих товарищей перебирается в Финляндию и начинает жизнь в эмиграции. Его побег был организован подпольной организацией «Мусавата» и осуществлён одним из лидеров мусаватского подполья Дадашем Гасановым совместно с татарским просветителем Мусой Джаруллой Бигиевым.

### Эмиграция
После прибытия в Финляндию Мамед Эмин Расулзаде 15 дней находится под контролем финских солдат в Териоки. Затем почти месяц живёт в татарской колонии города Хельсинки. Здесь он встречается с известной личностью Абдуллой Баттал-Таймасом и с имамом Петрограда. 16 сентября 1922 года Мамед Эмин Расулзаде завершает дела с паспортом и визой, и перебирается из Хельсинки в Берлин.
В конце 1922 года Расулзаде прибыл в Стамбул. Здесь в мае 1923 года была издана его книга «Азербайджанская Республика», которая в том же году на «Измирском экономическом конгрессе» в программе «Экономическая декларация» и на мероприятии «Праздник книги» была удостоена премии Ататюрка. В сентябре 1923 года под общим руководством Расулзаде начинает выходить «Ени Кафкасия» («Новый Кавказ») — первый печатный орган азербайджанских эмигрантов. В 1924 году по инициативе Расулзаде были созданы «Бюро внешних связей Мусават» и «Азербайджанский национальный центр».
В июле 1926 года кавказскими эмигрантскими организациями был учреждён Комитет независимости Кавказа, где Расулзаде был одним из организаторов и представителем от Азербайджана. Позже он вошёл и в Совет конфедерации Кавказа. В 1926 году в Париже в качестве международной организации создается движение «Прометей», в создании которого активное участие принимает и Расулзаде.
В 1928 году под общим руководством Расулзаде стал издаваться журнал «Азери-тюрк» («Азербайджанский тюрок»), а под его — сборник «Нация и большевизм» и книга «Крах большевизма и будущее демократии». С 1 марта 1929 года под редакторством Расулзаде в Стамбуле стал выходить журнал «Одлу юрд» («Страна огней»).
В 1931 году уехал из Турции. Жил в Польше, где женился на Ванде, которая впоследствии приняла имя Лейла. 10 января 1932 года в Берлине под руководством Расулзаде начинает выходить газета «Истиглал» («Независимость»). 15 мая 1932 года в Варшаве Расулзаде принял участие на конгрессе ориенталистов. 19 ноября 1933 года в Варшаве им была написана статья «Национальное движение в Азербайджане».
В ноябре 1934 года начинает издавать в Берлине журнал «Гуртулуш» («Спасение»). В январе-феврале 1935 года от имени Азербайджана принял участие в работе конференции кавказских организаций прометейского фронта в Брюсселе. 24 мая 1936 года в Париже открывает собрание с участием представителей Азербайджана, Грузии, Северного Кавказа, других народностей, проживающих в СССР. В августе 1936 года в Варшаве под общим руководством Расулзаде конференция партии «Мусават», на которой он выступает с речью о политической линии партии в национальной борьбе. 
С 1940 года и до завершения Второй мировой войны с небольшими перерывами живёт в Румынии, в Бухаресте. В году в Бухаресте пишет произведение «Азербайджанский поэт Низами (1141-1209)». Также в этот период Расулзаде бывает в Германии, где пытается спасти пленных азербайджанцев, ведёт переговоры с властными структурами Германии, а также создает «Национальный комитет Азербайджана» и возглавляет созданную немцами «Азербайджанскую национальную комиссию». Программой созданного им «Национального комитета Азербайджана» была защита «национальных прав Азербайджана, борьба за независимость и спасение родины, за совместное дружественное проживание кавказских национальностей и обеспечение тесного сотрудничества с Германией».
Во время Второй мировой войны руководство нацистской Германии при формировании национальных легионов из представителей народов Советского Союза делала ставку на известных и авторитетных представителей политэмиграции этих народов. В азербайджанской эмиграции такой фигурой являлся Расулзаде, который был убеждён в близкой связи мусаватизма и национал-социализма. Он отмечал, что социальная программа партии «Мусават» несёт национал-социалистический характер.
В конце апреля-начале мая 1942 года он в числе других видных представителей эмиграции из СССР был приглашен для политических переговоров и консультаций в Берлин. Уже в начале консультаций с представителями германского министерства иностранных дел выяснилось, что возможность сотрудничества с немецкой стороной Расулзаде жёстко увязывает с принятием ряда предложений: признание Германией независимости Азербайджана, создание национальной армии и т.д. Однако в ходе контактов с представителями МИД и Восточного министерства Германии ему было однозначно заявлено, что идея независимости Азербайджана не соответствует целям немецкой политики, после чего он принял окончательное решение покинуть пределы Германии. После того как переговоры с Расулзаде, на которых он вновь выдвигал на первый план независимость Азербайджана, оказались безрезультатными (собеседники Расулзаде действовали уклончиво), азербайджанский эмигрант, будучи разочарованным политикой Германии, 7 октября 1942 года уехал в Бухарест. Отъезд Расулзаде расстроил немцев и те даже предложили ему место преподавателя в одной из школ Дрездена, однако Расулзаде отказался. По словам американского историка Тадеуша Светоховского, отъезд Расулзаде из Берлина «стало самым разумным политическим решением, которое он когда-либо принимал».
Таким образом, взаимоотношения Расулзаде с нацистской верхушкой так и не наладились. Немцам были нужны сугубо прагматичные исполнители и проводники их политики среди азербайджанских военнопленных и старых эмигрантов. По этой причине они наладили сотрудничество с членами группировки Халил-бека Хасмамедова, с представителями новой волны эмиграции из числа военнопленных, а также с членами правого крыла азербайджанской политэмиграции — оппонентами М. Э. Расулзаде — Аббас беем Атамалибековым, Фуадом Эмирджаном и Або Фаталибейли-Дудангинским. Группа, состоявшая из последних, первоначально и стала руководить Азербайджанским легионом вермахта.
5 августа 1943 года Мамед Эмин Расулзаде выступил перед азербайджанскими легионерами. В своей речи он призвал легионеров не воевать против народов, которые борются за свою независимость. Выразив недовольство политикой правительства Германии, Расулзаде покинул страну. Так, Расулзаде официально заявил, что «Германия, отнявшая самостоятельную и свободную государственную жизнь многих народов и покончившая с их государственной независимостью, никогда не даст независимость Азербайджану, находящемуся под коммунистической оккупацией». 5 августа 1943 года, незадолго до своего отъезда, Расулзаде выступил со специальным меморандумом, в котором подчеркнул, что из-за нежелания германских представителей признать независимость стран Кавказа, он отказывается от дальнейших переговоров. В конце 1943 года германские власти сделали последнюю попытку договориться с Расулзаде. Он снова был приглашён в Берлин для переговоров, но отказался от этого приглашения. Таким образом, Расулзаде всеми силами пытался избавиться от предложений Берлина о сотрудничестве. Сам Расулзаде впоследствии отмечал, что из-за действий Германии в Польше, Украине и других оккупированных странах, их «единственная задача заключалась в том, чтобы, подтвердив невозможность сотрудничества с правительством, не признающим их национальные права и освободительную борьбу, выйти из игры». По словам Расулзаде, они так и сделали и, подписав меморандум от 5 августа 1943 года, покинули Берлин. Расулзаде также обвинял Фаталибейли и других советских азербайджанцев в неосторожности в обращении с немцами, от которых они не потребовали соответствующих компенсаций и гарантий для своей родины, что задело приверженного традициям независимости Расулзаде как бывшего главу Азербайджана и председателя партии «Мусават». В 1944 году главное управление СС вспомнило об отъезде Расулзаде и резко раскритиковало тот факт, что виднейшему азербайджанцу разрешили покинуть страну в 1942 году.
23 августа 1944 года в Румынии происходит государственный переворот, вследствие чего Расулзаде вынужденно покидает страну. В 1945 году после советской оккупации Румынии он прибывает в Австрию, где первое время проживает в отеле «Империал», а затем попадает в лагерь беженцев в городе Миттенвальд в Германии. В лагере Расулзаде создал «Демократическое объединение Азербайджана», главной целью которого было спасти азербайджанских военнопленных, не позволив их выдать СССР.
5 августа 1946 года из Митттенвальда Расулзаде написал письмо своему другу, бывшему атташе Турции в Бухаресте Кенану Коджатюрку, в котором изъявил желание перебраться в Турцию. Письмо было отправлено через полномочного представителя по делам беженцев Ихсан бея. В 1947 году в Мюнхене им была издана книга «История Азербайджана». Созданное им общество «Азербайджан-Турция» способствует переезду азербайджанцев в Турцию. 8 июля 1947 года друзья Расулзаде во главе с Хамдуллахом Субхи Танрыовером дают согласие на его возвращение, а президент Турции Исмет Иненю своим распоряжением разрешает ему вернуться. Таким образом, Мамед Эмин Расулзаде получает гражданство и возвращается в Турцию.
В 1947 году, вернувшись в Турцию, Расулзаде, как и до Второй мировой войны, вновь возглавил Азербайджанский национальный центр в Анкаре, а в 1949 году основал «Азербайджанский культурный кружок». В этот период также активно занимался творческой деятельностью, продолжая свои литературоведческие, культурологические и исторические исследования, результатом которых стали изданные в конце 1940-х — начале 1950-х гг. работы: «Традиции азербайджанской культуры» («Azerbaycan Kültür Gelenekleri»), «Современная азербайджанская литература» («Çağdaş Azerbaycan Edebiyyatı») и «Современная азербайджанская история» («Çağdaş Azerbaycan Tarihi»). В 1951 году увидела свет фундаментальная монография Расулзаде, посвященная творчеству поэта Низами.
В 1952 году Расулзаде удалось наладить издание печатного органа Азербайджанского культурного общества — журнала «Азербайджан», на страницах которого публиковались материалы по истории, литературе, культуре и искусству Азербайджана, а также работы, посвященные национально-освободительной борьбе азербайджанских тюрков.
В этот период Расулзаде плодотворно сотрудничал с Американским комитетом за свободу народов СССР (American Committee for Freedom for the Peoples of the USSR), по приглашению которого в 1953 году отправился с визитом в США, где в эфире радиостанции «Голос Америки» выступил с обращением к азербайджанскому народу в связи с 35-й годовщиной провозглашения независимости Азербайджана.
Скончался 6 марта 1955 года в Анкаре. Похоронен там же на муниципальном кладбище «Джебеджи Асри». Над могилой Мамед Эмина Расулзаде по инициативе муниципалитета города Анкара установлен мемориал и вывешены флаги Азербайджана и Турции.
- Могила Мамед Эмина Расулзаде а Анкаре
- Надгробный мемориал Мамед Эмина Расулзаде (общий вид)
- Вид со стороны переулка 28 Мая
- Надгробие Мамед Эмина Расулзаде
- Надписи на могиле: Мамед эмин Расулзаде - Основатель Азербайджанской Демократической Республики 28 мая 1918 года и первый Глава государства

Внук Мамеда Эмина Расулзаде, Раис Расулзаде, проживает в Баку.

## Произведения М. Э. Расулзаде
- Книга переводов «Образцы русской литературы» (Стамбул, 1912)
- Переводы из М. Горького, избранные части романа «Мать», рассказ «Хан и его сын» (Баку, 1914)
- «Два взгляда на государственное устройство (два вида правительства)» (Баку, 1917)
- «Народовластие» (Баку, 1917)
- «Какое нам полезно правительство?» (Баку, 1917)
- «Мусават» в формировании Азербайджана» (Баку, 1920)
- «Азербайджанская республика» (Стамбул, 1923)
- «Сиявуш нашего века» (Стамбул, 1923)
- «Идея независимости и молодежь» (Стамбул, 1925)
- «Политическая ситуация в России» (Стамбул, 1926)
- «Крах революционного социализма и будущее демократии» (Стамбул, 1928)
- «Нация и большевизм» (Стамбул, 1928)
- «О пантуранизме. В связи с Кавказской проблемой» (Париж, 1930)
- «Азербайджан и его независимость» (Париж, 1930)
- «Современная литература Азербайджана» (Берлин, 1936)
- «Проблема Азербайджана» (Берлин, 1938)
- «Азербайджан в борьбе за независимость» (Варшава, 1938)
- Традиции азербайджанской культуры (Анкара, 1949)
- «Современная литература Азербайджана» (Анкара, 1950)
- «Современная история Азербайджана» (Анкара, 1951)
- «Азербайджанский поэт Низами» (Анкара, 1951)

## Память
- В 1999 г. пгт Кировский был переименован в пгт Мамед Эмин Расулзаде.
- На стене дома в посёлке Новханы, в котором родился Расулзаде, установлена мемориальная доска с его изображением[63]
- Памятник в поселке Новханы
- Памятник в Загатале[64]
- Бюст в Гяндже[65]
- Распоряжением президента Азербайджана Ильхама Алиева от 22 ноября 2013 года было принято решение о праздновании на государственном уровне 130-летнего юбилея Мамед Эмина Расулзаде в 2014 году[66][67].
- Распоряжением президента Азербайджана Ильхама Алиева от 30 декабря 2023 года было принято решение о праздновании на государственном уровне 140-летнего юбилея Мамед Эмина Расулзаде в 2024 году[68]
- К 140-летию Мамеда Эмина Расулзаде запустится сайт с онлайн-музеем, в котором можно посетить квартиру Расулзаде и ознакомиться с его биографией и документами.

- Банкнота Азербайджана, бывшая в обороте в 1993—2006 годах, номиналом в 1000 манат с портретом Расулзаде
- Почтовая марка Азербайджана посвящённая 110-летию со дня рождения Мамед Эмина Расулзаде
- Почтовая марка Азербайджана посвящённая 130-летию со дня рождения Мамед Эмина Расулзаде